# 萊奇萊德
萊奇萊德（Lechlade）是英格蘭格洛斯特郡的一座城鎮，位於科茨沃爾德地區的南部。自2011年開始，萊奇萊德每年舉辦音樂節。2011年人口普查時，萊奇萊德有人口3,973人。